# El Tongo
El Tongo es un caserío peruano ubicado en el distrito de La Matanza, perteneciente a la provincia de Morropón del departamento de Piura, al norte del Perú. 

## Ubicación
El Tongo se ubica al oeste de la provincia de Morropón, en el distrito de La Matanza, en el departamento de Piura.

## Demografía
En 2017 El Tongo tenía una población de 75 habitantes.
| Gráfica de evolución demográfica de El Tongo entre 1993 y 2017 |
|                                                                |
| Fuentes: Población 1993 y 2017                                 |